# Eberhard Storz
Eberhard Storz (* 3. Juni 1941 in Ulm) ist ein deutscher Schauspieler, Sänger und Hochschullehrer.

## Leben
Eberhard Storz absolvierte eine Ausbildung zum Schauspieler an der Hochschule für Musik und Darstellende Kunst Stuttgart und zum Sänger am Conservatoire Royal de Bruxelles mit einem belgischen Staatsstipendium.
Nach Stationen in Passau und Ulm erspielte er sich ab 1972 am Salzburger Landestheater ein Repertoire, das ihm ab 1980 am Bayerischen Staatstheater am Gärtnerplatz in München den Ruf eines Spezialisten für Vielseitigkeit einbrachte. Zu seinen Rollen gehörten der „Rabbi Löw“ in der Uraufführung der Oper von Cesar Bresgen, „Der Engel von Prag“, „Don Luis“ in Wimbergers „Dame Kobold“, die Titelfigur in „Periander“, einem Auftragswerk des Bayerischen Kultusministeriums an den griechischen Komponisten Theodore Antoniou, zudem der erste deutschsprachige „Fagin“ im Musical „Oliver“, der erste „Starbuck“ deutscher Sprache im Musical „Der Regenmacher“ und der erste „Sir Danvers Carew“ in der deutschsprachigen Bremer Erstaufführung des Musicals „Jekyll & Hyde“.
Neben seiner Bühnentätigkeit entwickelte Eberhard Storz in einer am Staatstheater am Gärtnerplatz durchgeführten Workshopreihe mit dem Titel „singing actor – acting singer“ alternative Konzepte zur Ausbildung und Ausübung des Musiktheater-Darstellerberufs, das „Integral Performing“ („Ganzheitliche Darstellung“). Ab 1989 unterrichtete Storz an den Musikhochschulen München, Würzburg, dem Mozarteum Salzburg und 1994 als Lehrstuhlvertreter für Luisa Bosabalian an der Hochschule für Musik und Darstellende Kunst in Stuttgart.

## Engagements
- My Fair Lady, Higgins, Regie: David Cameron
- Man of La Mancha, Don Quixote, Regie: Lola Praxton
- The King and I, the King, Regie: Irene Mann
- Oliver, Fagin, deutschsprachige Erstaufführung Landestheater Salzburg, Regie: Steiner/Vaughan
- Der Regenmacher, Starbuck, deutschsprachige Erstaufführung, Regie: Dick Price
- Cabaret, Conferencier, Regie: Günther Baumann (Reprise der Berliner Produktion am Gärtnerplatz-Theater)
- The Phantom of the Opera, Firmin, Regie: Harold Price (deutsch u. englisch)
- Sunset Boulevard, Cecil B. DeMille und Max von Mayerling, Regie: Trevor Nunn
- Jekyll & Hyde, Sir Danvers Carew, Regie: Dietrich Hilsdorf
- La Cage aux Folles, Albin/Zaza, Musical-Theater Gdynia
- Kiss Me, Kate, Graham/Petrucchio in 7 verschiedenen Produktionen, Choreographie u. a. Jimmy James, Billy Millié, Irene Mann

## Publikationen
- 2000 Du hast es in der Hand. Griffe und Kniffe, Buch und CD, Universal-Polymedia ISBN 3-8291-9016-6
- 2000 Du hast es in der Hand. Griffe und Kniffe für Zwei, Buch und CD, bei Universal-Polymedia, ISBN 3-8291-9015-8